# Hans Pesser
Hans Pesser (Bécs, 1911. november 27. – 1986. augusztus 12.) osztrák és német válogatott osztrák labdarúgó, csatár, edző.

## Pályafutása

### Klubcsapatban
1930 és 1942 között a Rapid Wien együttesében szerepelt, ahol négy osztrák bajnoki címet szerzett.  Az Anschluss után csapata a német bajnokságban is szerepelt. 1938-ban német kupa-győztes, 1940–41-ben német bajnok lett a Rapiddal.

### A válogatottban
1935 és 1937 között nyolc alkalommal szerepelt az osztrák válogatottban és három gólt szerzett. Az Anschluss után 1938 és 1940 között 12 alkalommal játszott a német válogatottban és két gólt ért el. Részt vett az 1938-as franciaországi világbajnokságon.

### Edzőként
1945 és 1968 között folyamatosan edzőként tevékenykedett. Nyolc évig a Rapid Wien, 7 évig a Wiener Sport-Club és újabb hét évig az Admira Wien vezetőedzője volt. Mindegyik csapatával nyert bajnokságot, összesen hetet  A Rapiddal négyet, a Wiener SC-vel kettőt, az Admirával pedig egyet. 1967–68-ban az osztrák válogatott szövetségi kapitánya volt.

## Sikerei, díjai

### Játékosként
Rapid Wien
- Osztrák bajnokság
  - bajnok: 1934–35, 1937–38, 1939–40, 1940–41
- Német bajnokság
  - bajnok: 1940–41
- Német kupa (Tschammerpokal)
  - győztes: 1938

### Edzőként
Rapid Wien
- Osztrák bajnokság
  - bajnok: 1945–46, 1947–48, 1950–51, 1951–52
- Osztrák kupa
  - győztes: 1946
- Közép-európai kupa
  - győztes: 1951

 Wiener Sport-Club
- Osztrák bajnokság
  - bajnok: 1957–58, 1958–59

 Admira Wien
- Osztrák bajnokság
  - bajnok: 1965–66
- Osztrák kupa
  - győztes: 1964, 1966